# Valea Hula

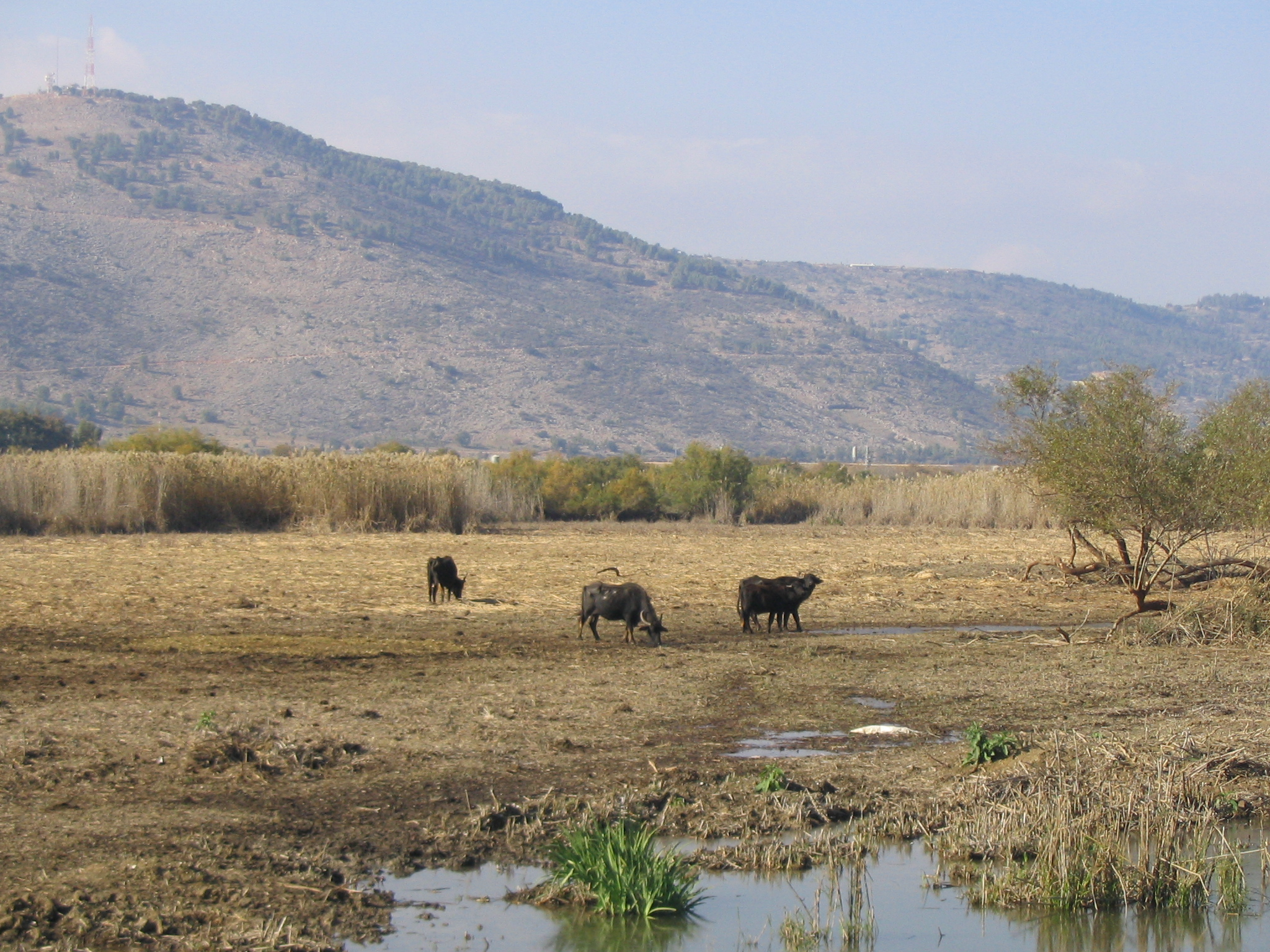
Bivoli (djamus) în Rezervația naturală a văii Hula

Valea Hula (în ebraică:עמק החולה Emek Hahula, în arabă: سهل الحولة Sahl al-Hula) este o vale plană situată în nordul Israelului, care a fost drenată și cultivată mai ales în cursul secolului al XX-lea.
Ea cuprinde cea mai mare parte din regiunea cunoscută sub numele de Etzba Hagalil - Degetul Galileei.
Corespunde cu partea de nord a Depresiunii tectonice a Iordanului, care este, la rândul ei, un sector din Depresiunea tectonică siro-africană. La nordul ei se întind - în Liban - Valea Ayun și Depresiunea Libanului, iar la sud de ea, Depresiunea Kinarot. 
Valea Hula este bogată în apă, în vechime cuprinzând Lacul Hula, chemat în antichitate Lacul Semehonit, care era înconjurat, mai ales la nord, de numeroase mlaștini.
Lacul Hula și mlaștinile din jur erau un teren de înmulțire a țânțarilor care difuzau malaria, și în anii 1950 guvernul Israelului a dispus drenarea lor în scopul de a le transforma în terenuri roditoare.
În cele din urmă nu s-au obținut rezultatele scontate și ecosistemul a avut mult de suferit. Calitatea solului a scăzut și a fost afectată calitatea apei în Marea Galileei (Lacul Kineret), drenarea mlaștinilor distrugând un filtru natural. Lipsa unor elemente minerale vitale a făcut ca zona să nu fie propice decât pentru anumite culturi, precum grâul, melonul și cartofii.
Zona Hula este o stațiune de tranzit a păsărilor migratoare de-a lungul Văii Marelui Rift Siro-African dintre Africa, Europa și Asia. Se estimează că 500 milioane de păsări migratoare trec prin Valea Hula în fiecare an.
Din anii 1990 Un mic sector al văii a fost reinundat cu apă (Micul Lac Hula , Agamon Hula) pentru a reînvia ecosistemul.
În Valea Hula se află un oraș, Kiryat Shmona, o așezare agricolă de tip moshavá - Yesud Hamaala, recunoscută drept „consiliu comunal”, și douăzeci de kibuțuri și moșavuri, împărțite in două consilii regionale după tipul de cooperație: kibuțurile țin de Consiliul regional al Galileei de Sus, iar moșavurile - de Consiliul Regional Mevoot Hermon (Intrarea Hermonului)

## Numele
Numele Yama deHulata (Marea Hula) este menționat în Talmudul ierusalimic, ca fiind una din cele șapte „mări” (yamim) care înconjură Țara Israelului (Tratatul Kilaim 9,3). În textul paralel din Talmudul babilonian este pomenită Yamá shel Hilat sau Yamá shel Hilata (Lacul Hilat) (Tratatul Bava Batra 74, 2). Regiunea Hulata este menționată printre teritoriile pe care împăratul roman Augustus le-a dăruit regelui Iudeei,Irod cel Mare (Iosephus Flavius, Antichități iudaice 15,10). Nu se pot identifica locul precis al acestor locuri   
Se crede că Hilat era numele unei plante, soi de trestie sau papură. Numele arab Buheirat Al Hula vine probabil de la această denumire botanică și figurează în scrierile geografilor medievali arabi 
Alte denumiri folosite de arabi in Evul Mediu ce referire la Lacul Hula erau Buheirat Qadis (Lacul Kadesh), după câte se vede, după numele cetății antice Kadesh, ale căror ruine (Tel Qadis) se află nu departe, spre vest, precum și Yamat Banis și Buheirat Al Hit. Cruciații au numit lacul „Malha” (sărătură, în arabă)

## Limite
Valea Hula e legată de partea de nord a Văii Iordanului, fiind aflată deasupra nivelului mării.
La est se învecinează cu primele dealuri ale Podișului Golan, la vest - cu munții Galileei, la nord  - cu pârâul Maayan Baruh și la sud - cu blocul bazaltic de la Korazin. Valea are o lungime de 25 km si o lățime de 7- 8 km.

## Geomorfologie
Valea Hula cuprinde patru unități geomorfologice distincte:

#### Sectorul de nord
Caracterizat de o succesiune de trei niveluri topografice care scad în mod progresiv de la altitudinea de 400m la cea de 100m: nivelul Tel Hai, nivelul Hagoshrim și nivelul Maayan Baruh.
Acest sector e constituit din roci sedimentare, acoperite de un strat de bazalt.
El cuprinde principalele izvoare ale Iordanului: Ayun și Snir.

#### Sectorul Hula
Se întinde de la Hagoshrim (100 m înălțime) până la fostele mlaștini ale lacului Hula (la 70 m înălțime). Aici se află așezările Beit Hilel, Sde Nehemia, Amir, Kfar Blum și Neot Mordehai.  
Acest sector este inima zonei agricole a văii Hula, având cele mai puține mlaștini.

#### Sectorul mlaștinilor
Se întinde de la Neot Mordehai la Yesud Hamaala și se află la altitudinea de 70m. Aici s-a aflat în trecut Lacul Hula până la lucrările de asanare începute de coloniștii evrei în anul 1936 și terminate în 1958. Deoarece turbăriile secate au produs aluviuni care au început să polueze apele Lacului Kineret, a trebuit să fie reconstituită după mulți ani o parte din lacul secat Hula, sub forma unei rezervații naturale numite Micul Lac Hula (Agamon Hula אגמון החולה) care este o stație însemnată pe traseul păsărilor migratoare.
Anual poposesc aici circa 400,000 de păsări, inclusiv cârduri mari de pelicani și cocori, precum și păsări acvatice și răpitoare.

#### Sectorul aluviunilor
Este cel mai sudic sector, și este constituit din aluviunile pârâurilor Hatzor, Dishon și Eliezer. El se înalță la o altitudine de 400 m și rocile lui sunt bazaltice.

## Legături externe

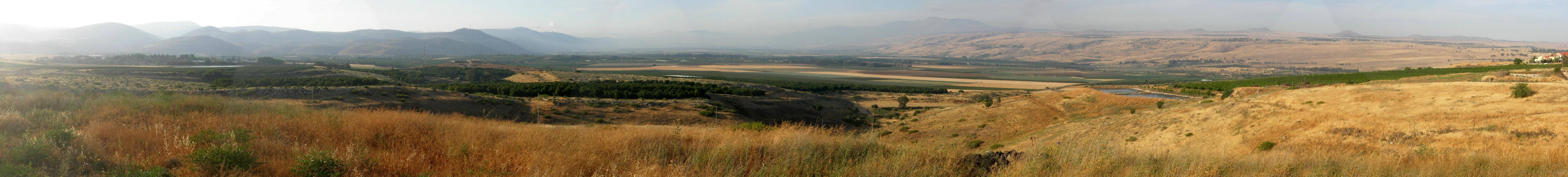
Panoramă a văii Hula, văzută dinspre sud de la Khirbet Yarda lângă moșavul Mishmar Hayarden